# Cosmódromo de Kapustin Yar
Kapustin Yar (en ruso: Капу́стин Яр, hoy Знаменск, tr:. Znamensk) es una base para el desarrollo y lanzamiento de misiles de varios tipos, situado en el óblast de Astracán entre Volgogrado y Astracán en el pueblo de Známensk. Fue establecido el 13 de mayo de 1946 y en un principio el material principal de investigación y los científicos eran de la Alemania Nazi. El primer cohete fue lanzado el 18 de octubre de 1947, 1 V-2 de 11 que fueron capturados. Numerosos lanzamientos para el ejército ruso toman lugar ahí desde satélites a cohetes elevadores de prueba.
Se realizaron 5 pruebas nucleares de baja potencia (10 a 40 kt) sobre el sitio en 1957-1961.
Con el crecimiento y desarrollo en el lugar, el sitio tomó nombre de cosmódromo y sirvió a ese propósito desde 1966 (con interrupciones de 1988-1998), se estableció el pueblo Známensk para dar hogar a los científicos y todo el personal para el mantenimiento del lugar. Inicialmente la ubicación del lugar era clasificada y considerada ciudad cerrada y de no acceso a foráneos.
La ubicación e información extra del lugar fueron obtenidas por la CIA gracias a los científicos alemanes que regresaban, y se hicieron vuelos del Canberra, de la Royal Air Force, para obtener fotos.
Este cosmódromo también es lugar de números avistamientos de OVNIS durante la era Soviética, y es llamado el “Roswell Ruso”.

## Historia

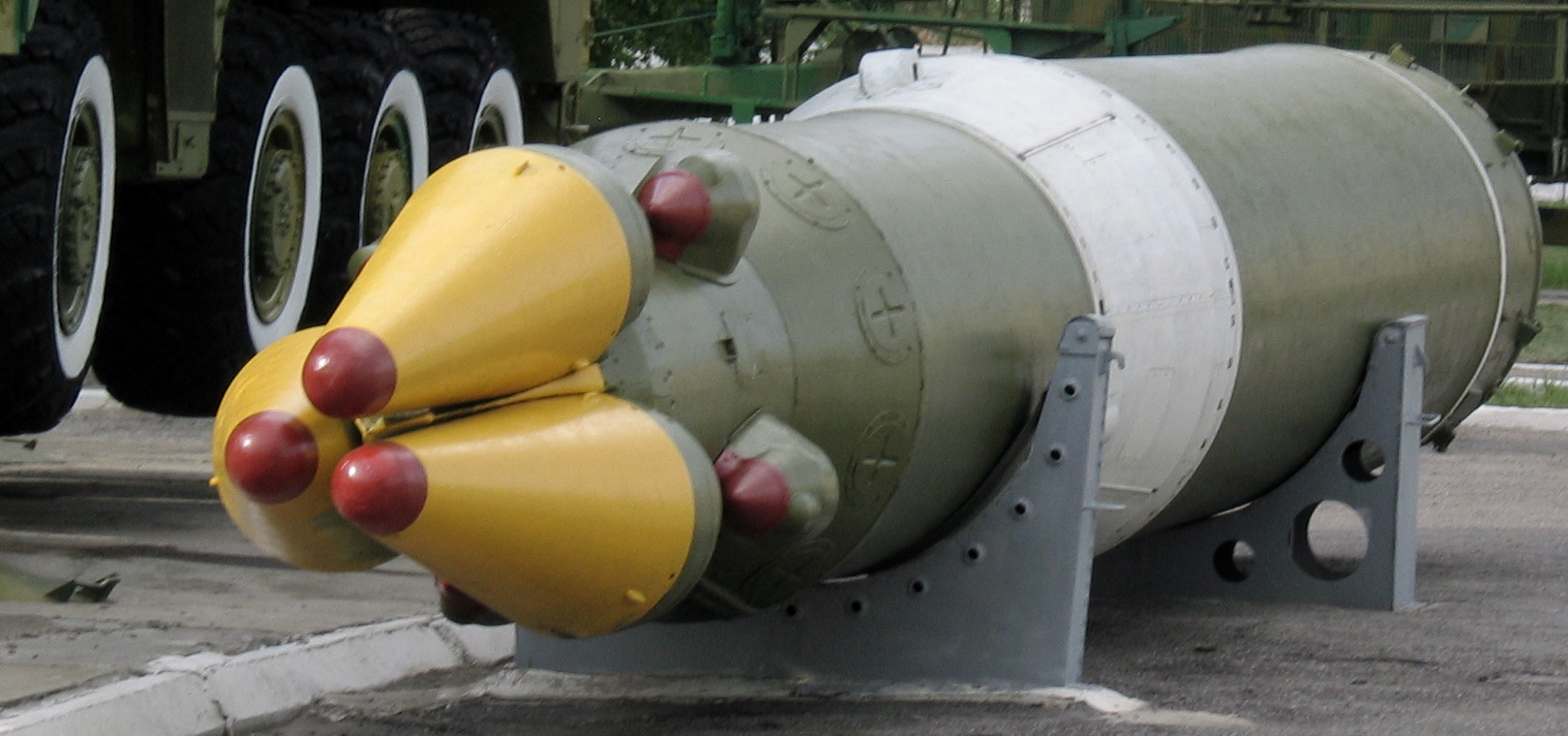
Misil balístico de medio alcance con cabezas nucleares RSD-10 Pioneer.

El cuarto polígono de lanzamiento Kapustin Yar fue establecido por Decreto del consejo de ministros de la URSS para búsqueda de armas de propulsión cohete, el 13 de mayo de 1946, fue creado bajo la supervisión del General Teniente Vasily Voznyuk (comandante en jefe de 1946 a 1973).

## Plataforma de lanzamiento
Posee 18 plataformas de lanzamiento para todo tipo de cohetes como el Proton, y algunos tipos de ICBM.

## Misiles probados en el lugar
| Misiles                          | Fecha                    |
| -------------------------------- | ------------------------ |
| A-4 (V-2)                        | octubre de 1947          |
| Articul T (copia exacta del V-2) | 18-octubre-1947          |
| S-25 Berkut                      |                          |
| R-1                              | 10-octubre-1948          |
| R-11FM                           | 3-enero de 1955          |
| R-5M                             | 20-enero de 1955         |
| R-5M con una cabeza nuclear      | 2 de febrero de 1956     |
| R-12                             | 22 de junio de 1957      |
| R-13                             | marzo de 1959            |
| R-14 Chusovaya                   | 6 de julio de 1960       |
| R-14U                            | 11 de febrero de 1962    |
| 11K63 Cosmos                     | 16 de marzo de 1962      |
| RSD-10 Pioneer                   | 21 de septiembre de 1974 |
| S-400 Triumf                     | 12 de febrero de1999     |
| RS-24                            | de mayo de 2007          |
| Tópol M                          | 7 de junio de 2012       |

## Pruebas nucleares
Se han realizado en Kapustin Yar 11 lanzamientos de cohetes con cabezas nucleares activas, pero solo 5 explotaron sobre las instalaciones. 
La primera prueba fue realizada el 2 de febrero de 1956. Conocida como "Operación Baikal", un cohete R-5M con una cabeza nuclear fue lanzado desde el cosmódromo, explotando en Arelsk (Kazajistán), con una potencia de 0,3 kilotones. 
El 19 de enero de 1957 se realizó la segunda detonación, conocida como "Operación ZUR-215". El cohete explotó a 10370 m de altura con una potencia de 10 kilotones. 
El 1 y 3 de noviembre de 1958 se realizaron otras dos detonaciones a 12000 m de altura. Posteriormente, el 6 de septiembre y el 6 de octubre de 1961 se realizaron otras dos pruebas (operaciones Groza y Grom respectivamente).
Durante 1961 y 1962 se realizaron una serie de pruebas nucleares conocidas como "Operación K", durante las que se lanzaron 5 misiles con cabezas nucleares que se dirigieron y explotaron sobre el polígono de Sary Shagan, en Kazajistán.
A continuación se listan los lanzamientos, y luego se describen las pruebas realizadas sobre el Polígono.

### Lanzamientos
| N.º | Nombre                   | Fecha      | Lugar        | Altura (metros) | Rendimiento (kilotones) | Cohete | Notas |
| --- | ------------------------ | ---------- | ------------ | --------------- | ----------------------- | ------ | ----- |
| 25  | Operación Baikal         | 02/02/1956 | Aralsk       | Superficie      | 0,3 kt                  | R-5M   |       |
| 34  | Operación ZUR-215        | 19/01/1957 | Kapustin Yar | 10370 m         | 10 kt                   |        |       |
| 82  | —                        | 01/11/1958 | Kapustin Yar | 12000 m         | 10 kt                   |        |       |
| 83  | ---                      | 03/11/1958 | Kapustin Yar | 12000 m         | 10 kt                   |        |       |
| 88  | Operación Groza (Joe-79) | 06/09/1961 | Kapustin Yar | 22700 m         | 10,5 kt                 |        |       |
| 115 | Operación Grom (Joe-98)  | 06/10/1961 | Kapustin Yar | 41300 m         | 40 kt                   |        |       |
| 127 | K-2 (Joe-109?)           | 27/10/1961 | Sary-Shagan  | 300000 m        | 1,2 kt                  | R-12   |       |
| 128 | K-1 (Joe-105?)           | 27/10/1961 | Sary-Shagan  | 150000 m        | 1,2 kt                  | R-12   |       |
| 184 | K-3 (Joe-157)            | 22/10/1962 | Sary-Shagan  | 290000 m        | 300 kt                  | R-12   |       |
| 187 | K-4 (Joe-160)            | 28/10/1962 | Sary-Shagan  | 150000 m        | 300 kt                  | R-12   |       |
| 194 | k-5 (Joe-168)            | 01/11/1962 | Sary-Shagan  | 59000 m         | 300 kt                  | R-12   |       |